# Pudegråmos
Pudegråmos (Grimmia pulvinata), ofte skrevet pude-gråmos, er et meget almindeligt mos på sten og tage i Danmark. Det videnskabelige artsnavn pulvinata betyder 'pudeformet', af latin pulvinus 'pude'.